# Panathīnaïkos Athlītikos Omilos 2019-2020 (pallacanestro maschile)
Questa voce raccoglie le informazioni riguardanti il Panathīnaïkos B.C. nelle competizioni ufficiali della stagione 2019-2020.

## Stagione
La stagione 2019-2020 del Panathīnaïkos è la 69ª nel massimo campionato greco di pallacanestro, l'A1 Ethniki.

## Roster
Aggiornato al 31 luglio 2019.
| Panathīnaïkos OPAP 2019-20 | Panathīnaïkos OPAP 2019-20 |
| Giocatori                  | Staff tecnico              |
| -------------------------- | -------------------------- |

| N. | Naz.                                           | Ruolo | Nome                  | Anno | Alt.   | Peso   |  |
| -- | ---------------------------------------------- | ----- | --------------------- | ---- | ------ | ------ |  |
| 0  | Stati Uniti (bandiera)                         | A     | Deshaun Thomas        | 1991 | 201 cm | 100 kg |  |
| 5  | Stati Uniti (bandiera) · Montenegro (bandiera) | P     | Tyrese Rice           | 1987 | 185 cm | 86 kg  |  |
| 6  | Grecia (bandiera)                              | C     | Giōrgos Papagiannīs   | 1997 | 216 cm | 109 kg |  |
| 8  | Canada (bandiera)                              | G     | Andy Rautins          | 1986 | 193 cm | 86 kg  |  |
| 9  | Grecia (bandiera)                              | PG    | Iōannīs Athīnaiou     | 1988 | 194 cm | 96 kg  |  |
| 10 | Grecia (bandiera)                              | A     | Iōannīs Papapetrou    | 1994 | 206 cm | 105 kg |  |
| 11 | Grecia (bandiera)                              | G     | Nikos Pappas          | 1990 | 195 cm | 98 kg  |  |
| 14 | Grecia (bandiera)                              | GA    | Nikos Persidīs        | 1995 | 196 cm |        |  |
| 15 | Grecia (bandiera)                              | C     | Ian Vougioukas        | 1985 | 212 cm | 122 kg |  |
| 23 | Grecia (bandiera)                              | P     | Kōstas Papadakīs      | 1998 | 191 cm | 84 kg  |  |
| 24 | Stati Uniti (bandiera)                         | AP    | Wesley Johnson        | 1987 | 201 cm | 98 kg  |  |
| 25 | Stati Uniti (bandiera)                         | G     | Rion Brown            | 1991 | 198 cm | 91 kg  |  |
| 32 | Stati Uniti (bandiera)                         | G     | Jimmer Fredette       | 1989 | 188 cm | 88 kg  |  |
| 33 | Stati Uniti (bandiera) · Grecia (bandiera)     | P     | Nick Calathes (C)     | 1989 | 198 cm | 97 kg  |  |
| 35 | Stati Uniti (bandiera)                         | A     | Jacob Wiley           | 1994 | 203 cm | 101 kg |  |
| 44 | Grecia (bandiera)                              | AG    | Kōnstantinos Mītoglou | 1996 | 210 cm | 116 kg |  |
| 50 | Ghana (bandiera)                               | AG    | Ben Bentil            | 1995 | 206 cm | 107 kg |  |

| Allenatore |
| - Argyrīs Pedoulakīs (fino al 15 novembre) - Giōrgos Vovoras (dal 15 novembre al 26 novembre) - Rick Pitino (dal 26 novembre al 19 marzo)                 |
| Assistente/i |
| - Dimitris Koustenis - Nikos Pappas - Giōrgos Vovoras (fino al 15 novembre e dal 26 novembre) Legenda - (C) Capitano - (IN) Inattivo - Infortunato Roster |

## Mercato

### Sessione estiva
| Acquisti | Acquisti          | Acquisti            | Acquisti   | Acquisti |
| R.       | Nome              | da                  | Modalità   |          |
| -------- | ----------------- | ------------------- | ---------- | -------- |
| AG       | Ben Bentil        | Peristeri           | definitivo |          |
| G        | Rion Brown        | Promitheas          | definitivo |          |
| G        | Jimmer Fredette   | Phoenix Suns        | definitivo |          |
| AP       | Wesley Johnson    | Free agent          | definitivo |          |
| A        | Jacob Wiley       | Gran Canaria        | definitivo |          |
| P        | Tyrese Rice       | Bamberger           | definitivo |          |
| PG       | Iōannīs Athīnaiou | Provence            | definitivo |          |
| P        | Kōstas Papadakīs  | Kolossos Rodi       | definitivo |          |
| AP       | Nikos Persidīs    | Diagoras Dryopideon | definitivo |          |

| Cessioni | Cessioni               | Cessioni        | Cessioni          | Cessioni |
| R.       | Nome                   | a               | Modalità          |          |
| -------- | ---------------------- | --------------- | ----------------- | -------- |
| P        | Lukas Lekavičius       | Žalgiris Kaunas | fine contratto    |          |
| AG       | James Gist             | Stella Rossa    | fine contratto    |          |
| G        | Keith Langford         | AEK Atene       | fine contratto    |          |
| AP       | Thanasīs Antetokounmpo | Milwaukee Bucks | fine contratto    |          |
| AP       | Matt Lojeski           | Tofaş Bursa     | fine contratto    |          |
| G        | Giōrgos Kalaitzakīs    | Nevėžis         | prestito          |          |
| PG       | Michalīs Lountzīs      | Lavrio          | riscatto prestito |          |
| P        | Vaggelīs Sakellariou   | Aris Salonicco  | fine contratto    |          |
| G        | Sean Kilpatrick        | Free agent      | fine contratto    |          |

### Dopo l'inizio della stagione
| Acquisti | Acquisti     | Acquisti   | Acquisti        | Acquisti   |
| R.       | Nome         | da         | Data            | Modalità   |
| -------- | ------------ | ---------- | --------------- | ---------- |
| G        | Andy Rautins | Free agent | 10 gennaio 2020 | definitivo |

| Cessioni | Cessioni   | Cessioni    | Cessioni        | Cessioni    |
| R.       | Nome       | a           | Data            | Modalità    |
| -------- | ---------- | ----------- | --------------- | ----------- |
| G        | Rion Brown | Tofaş Bursa | 10 gennaio 2020 | rescissione |